# 健美の湯
健美の湯（けんびのゆ）は、サンリク株式会社が関東地方で運営するスーパー銭湯チェーン。
本項では、「スパ&フィットネス健美（スパ&フィットネスけんび）」および「七光台温泉（ななこうだいおんせん）」についても詳述する。

## 概要
2000年、1号店として埼玉県久喜市に、スーパー銭湯「久喜健美の湯」（後の「スパ&フィットネス健美」、2023年8月31日閉店）をオープン。その後も首都圏エリアに出店し、チェーン展開している（後節の「店舗展開」を参照）。
2016年3月、サンリク株式会社が株式会社焼津ミマツより「七光台温泉」（2023年閉店）を取得し、当チェーンに組み込まれることとなった。

## 店舗展開
2023年11月時点では埼玉県内に1店舗、千葉県内に1店舗の計2店舗が展開されている。
源泉掛け流しの天然温泉や高濃度人工炭酸泉の浴槽、岩盤浴などを導入している店舗もある（下記表を参照）。なお、各店舗における施設等の詳細は公式サイトを参照のこと。
| 店舗名         | 所在地                        | オープン時期   | 天然温泉 | 炭酸泉 | 岩盤浴 | フィットネス | 備考                          |
| -------------- | ----------------------------- | -------------- | -------- | ------ | ------ | ------------ | ----------------------------- |
| 越谷健美の湯   | 埼玉県越谷市宮本町二丁目172-1 | 2002年11月開業 | －       | ◯      | －     | －           |                               |
| 南増尾健美の湯 | 千葉県柏市南増尾一丁目1-1     | 2003年3月開業  | －       | ◯      | －     | ◯            | 2019年6月19日フィットネス導入 |

### 閉店した店舗
| 店舗名                | 所在地                                         | オープン・転換時期 | 閉店日        | 天然温泉           | 炭酸泉 | 岩盤浴 | フィットネス     | 備考                                                                                    |
| --------------------- | ---------------------------------------------- | ------------------ | ------------- | ------------------ | ------ | ------ | ---------------- | --------------------------------------------------------------------------------------- |
| スパ&フィットネス健美 | 埼玉県久喜市久喜本字大浦868                    | 2000年5月開業      | 2023年8月31日 | －                 | ◯      | ◯      | ◯ （月額会員制） | 旧・久喜健美の湯 2007年6月岩盤浴導入 2015年8月1日フィットネス導入                       |
| 七光台温泉            | 千葉県野田市七光台4-2 イオンタウン野田七光台内 | 2004年5月28日開業  | 2023年        | ◯ （掛け流しあり） | －     | ◯      | －               | 2016年12月岩盤浴導入 2023年1月16日より改装工事のため休業 そのまま再開されることなく閉店 |

## 沿革
- 2000年5月 - 「久喜健美の湯」（後の「スパ&フィットネス健美」）オープン。
- 2002年11月 - 「越谷健美の湯」オープン。
- 2003年3月 - 「南増尾健美の湯」オープン。
- 2004年5月28日 - 「七光台温泉」（株式会社焼津ミマツ運営）オープン。
- 2016年3月 - サンリク株式会社が株式会社焼津ミマツより「七光台温泉」を取得、当チェーンに組み込まれることとなった。
- 2023年1月16日 - 「七光台温泉」改装工事のため休業（そのまま再開されることなく閉店）。
- 2023年8月31日 - 「スパ&フィットネス健美」閉店[1]。